# Телекайская роща
Телекайская роща — ботанический памятник природы регионального значения в южной части Иультинского (бывш. Шмидтовского) района Чукотского автономного округа.

## Географическое положение
Телекайская роща расположена в центре обширного Амгуэмо-Куветского горного массива к северо-востоку от Чаунско-Анадырского водораздела, на слиянии рек Правый и Левый Телекай, в большой межгорной котловине, со всех сторон окружённой сопками с относительными превышениями 800—1400 м (с северо-запада — Остроконечными горами, с юга — хребтом Туманный). Днище котловины поднято на высоту 400 м над уровнем моря.

## Характеристика
Особенностью памятника является то, что здесь находится самый крайний изолированный лесной массив на северо-востоке Азии. Памятник представляет собой рощу, где произрастает чозения (Chosenia arbutiflora) и некоторые другие реликты. Многоярусный пойменный лес вытянут на 2 км вдоль реки Левый Телекай до её устья. Наибольшая ширина рощи достигает 800 м. Большая часть деревьев имеет высоту около 15 м, с диаметром ствола от 20 до 40 см. Деревья отстоят друг от друга в среднем на 4-5 м в центральной части рощи, а по её краям — на десятки метров. Рощу вдоль реки окаймляют ивняки нескольких видов. Левый Телекай разделяет лесной массив на две части; в паводок река сильно подмывает берега, в результате многие деревья падают.

## Особенности
Флора природного памятника насчитывает 232 вида сосудистых растений. Телекайская чозениевая роща служит естественным древесным питомником тундры, здесь же гнездятся многие виды птиц (в большинстве своём дрозды).
Причины сохранения Телекайской рощи в столь суровых условиях: закрытая от холодных ветров межгорная котловина, геоморфология русла (многорукавная система Левого Телекая), наличие субстрата — местами задернованного опесчаненного галечника.